# Richard van der Riet Woolley
Richard van der Riet Woolley FRS (Weymouth, 24 de abril de 1906 — Somerset West, 24 de dezembro de 1986) foi um astrônomo inglês.
Foi Astrônomo Real Britânico (1956–1971). O nome de solteira de sua mãe era Van der Riet.

## Prémios e honrarias
- 1971 - Medalha de Ouro da Royal Astronomical Society[3]